# Liga Norte de México 2017
La Temporada 2017 de la Liga Norte de México fue la edición número 6. Para esta temporada se redujo de 7 a 6 el número de equipos debido a que Toritos de Tecate decidió no participar para esta edición. El resto de los equipos se mantuvo igual.
La fecha de inicio de la campaña fue el martes 4 de abril, eliminándose las inauguraciones a visita recíproca. Por lo que se inauguró con el primer juego de la primera serie del rol regular, con San Luis visitando Mexicali, Caborca visitando Puerto Peñasco y Ensenada visitando San Quintín.
Los Marineros de Ensenada lograron su segundo campeonato en la nueva etapa del circuito al derrotar en la Serie Final a los Algodoneros de San Luis por 4 juegos a 3. El mánager campeón fue Víctor "Flamingo" Bojórquez.

## Sistema de competencia
El calendario fue de 84 juegos, y se jugó con 6 extranjeros por equipo, con límite de 3 jugadores libres y sin límite de jugadores mexicano-estadounidenses. Tal como en las temporadas anteriores, se mantuvo la regla esencial de 5 jugadores de convenio en la alineación, en todo momento del juego.

## Equipos participantes
Temporada 2017
| Liga Norte de México 2017   |                    |                               |                             |           |
| Equipo                      | Mánager            | Sede                          | Estadio                     | Capacidad |
| Algodoneros de San Luis     | Christop Mongiardo | San Luis Río Colorado, Sonora | "Andrés Mena Montijo"       | 2,500     |
| Centinelas de Mexicali      | Héctor García      | Mexicali, Baja California     | B'Air                       | 17,000    |
| Freseros de San Quintín     | Benito Camacho     | San Quintín, Baja California  | "Dr. Miguel Valdez Salazar" | 2,200     |
| Marineros de Ensenada       | Víctor Bojórquez   | Ensenada, Baja California     | Deportivo Antonio Palacios  | 5,000     |
| Rojos de Caborca            | Miguel Ángel Ruiz  | Caborca, Sonora               | Héroes de Caborca           | 5,000     |
| Tiburones de Puerto Peñasco | Raúl Cano          | Puerto Peñasco, Sonora        | "Francisco León García"     | 3,500     |

## Posiciones
- Actualizadas las posiciones al 13 de julio de 2017. [4]

### Primera Vuelta
| Liga Norte de México | Liga Norte de México | Liga Norte de México | Liga Norte de México | Liga Norte de México | Liga Norte de México |
| Equipo               | JG                   | JP                   | PCT                  | JV                   | PTS                  |
| -------------------- | -------------------- | -------------------- | -------------------- | -------------------- | -------------------- |
| Ensenada             | 27                   | 14                   | .659                 | -                    | 8                    |
| San Quintín          | 24                   | 18                   | .571                 | 3.5                  | 7                    |
| San Luis             | 22                   | 20                   | .524                 | 5.5                  | 6                    |
| Puerto Peñasco       | 20                   | 22                   | .476                 | 7.5                  | 5                    |
| Mexicali             | 17                   | 24                   | .415                 | 10.0                 | 4.5                  |
| Caborca              | 15                   | 27                   | .357                 | 12.5                 | 4                    |

### Segunda Vuelta
| Liga Norte de México | Liga Norte de México | Liga Norte de México | Liga Norte de México | Liga Norte de México | Liga Norte de México |
| Equipo               | JG                   | JP                   | PCT                  | JV                   | PTS                  |
| -------------------- | -------------------- | -------------------- | -------------------- | -------------------- | -------------------- |
| Ensenada             | 25                   | 17                   | .595                 | -                    | 8                    |
| San Quintín          | 24                   | 18                   | .571                 | 1.0                  | 7                    |
| Caborca              | 22                   | 18                   | .550                 | 2.0                  | 6                    |
| Puerto Peñasco       | 21                   | 21                   | .500                 | 4.0                  | 5                    |
| San Luis             | 18                   | 23                   | .439                 | 6.5                  | 4.5                  |
| Mexicali             | 14                   | 27                   | .341                 | 10.5                 | 4                    |

### Global
| Liga Norte de México | Liga Norte de México | Liga Norte de México | Liga Norte de México | Liga Norte de México | Liga Norte de México |
| Equipo               | JG                   | JP                   | PCT                  | JV                   | PTS                  |
| -------------------- | -------------------- | -------------------- | -------------------- | -------------------- | -------------------- |
| Ensenada             | 52                   | 31                   | .627                 | -                    | 16                   |
| San Quintín          | 48                   | 36                   | .571                 | 4.5                  | 14                   |
| San Luis             | 40                   | 43                   | .482                 | 12.0                 | 10.5                 |
| Puerto Peñasco       | 41                   | 43                   | .488                 | 11.5                 | 10                   |
| Caborca              | 37                   | 45                   | .451                 | 14.5                 | 10                   |
| Mexicali             | 31                   | 51                   | .378                 | 20.5                 | 8.5                  |

| Clasificado a los playoffs |

## Juego de Estrellas
El Juego de Estrellas 2017 se realizó el sábado 10 de junio en el Estadio "Francisco León García" de Puerto Peñasco, Sonora, casa de los Tiburones de Puerto Peñasco. En dicho encuentro la Zona Sonora se impuso a la Zona Baja California por 3-1. El cubano Lázaro Leal de los Algodoneros de San Luis fue elegido el Jugador Más Valioso del partido, mientras que el venezolano Juan Carlos Torres de los mismos Algodoneros de San Luis fue el ganador del Home Run Derby.

### Tirilla
| Equipo               | 1 | 2 | 3 | 4 | 5 | 6 | 7 | 8 | 9 | C | H  | E |
| -------------------- | - | - | - | - | - | - | - | - | - | - | -- | - |
| Zona Baja California | 0 | 0 | 0 | 0 | 0 | 0 | 0 | 0 | 1 | 1 | 7  | 1 |
| Zona Sonora          | 0 | 0 | 0 | 2 | 0 | 0 | 0 | 1 | X | 3 | 11 | 0 |

## Playoffs
|  | Semifinales      | Semifinales      | Semifinales      |          |   | Final                     | Final                     | Final                     |  |
|  | 15 - 23 de julio | 15 - 23 de julio | 15 - 23 de julio |          |   | 25 de julio - 2 de agosto | 25 de julio - 2 de agosto | 25 de julio - 2 de agosto |  |
|  |                  |                  |                  |          |   |                           |                           |                           |  |
|  |                  |                  |                  |          |   |                           |                           |                           |  |
|  | 3                | San Luis         | 4                |          |   |                           |                           |                           |  |
|  | 3                | San Luis         | 4                |          |   |                           |                           |                           |  |
|  | 2                | San Quintín      | 3                |          |   |                           |                           |                           |  |
|  | 2                | San Quintín      | 3                |          | 3 | San Luis                  | 3                         |                           |  |
|  |                  |                  |                  |          | 3 | San Luis                  | 3                         |                           |  |
|  |                  |                  | 1                | Ensenada | 4 |                           |                           |                           |  |
|  | 4                | Puerto Peñasco   | 1                | Ensenada | 4 | 0                         |                           |                           |  |
|  | 4                | Puerto Peñasco   |                  |          |   | 0                         |                           |                           |  |
|  | 1                | Ensenada         | 4                |          |   |                           |                           |                           |  |
|  | 1                | Ensenada         | 4                |          |   |                           |                           |                           |  |
|  |                  |                  |                  |          |   |                           |                           |                           |  |

### Semifinales
| Equipo                                                   | 1 | 2 | 3 | 4 | 5 | 6 | 7 | 8 | 9 | C  | H  | E |
| -------------------------------------------------------- | - | - | - | - | - | - | - | - | - | -- | -- | - |
| Puerto Peñasco                                           | 0 | 0 | 0 | 0 | 0 | 2 | 0 | 0 | 0 | 2  | 2  | 0 |
| Ensenada                                                 | 7 | 0 | 4 | 0 | 0 | 1 | 0 | 0 | X | 12 | 19 | 3 |
| G: Alexis Lara (1-0); P: Elián Leyva (0-1); SV: No hubo. |   |   |   |   |   |   |   |   |   |    |    |   |
| HR: ENS - B. Cañizares (1), G. Gómez Topete (1).         |   |   |   |   |   |   |   |   |   |    |    |   |

| Equipo                                                         | 1 | 2 | 3 | 4 | 5 | 6 | 7 | 8 | 9 | C  | H  | E |
| -------------------------------------------------------------- | - | - | - | - | - | - | - | - | - | -- | -- | - |
| Puerto Peñasco                                                 | 1 | 0 | 0 | 0 | 0 | 2 | 0 | 0 | 0 | 3  | 5  | 2 |
| Ensenada                                                       | 2 | 0 | 0 | 4 | 2 | 1 | 0 | 1 | X | 10 | 16 | 1 |
| G: Wanel Vásquez (1-0); P: Matías Carrillo (0-1); SV: No hubo. |   |   |   |   |   |   |   |   |   |    |    |   |
| HR: PCO - R. Reyes (1).                                        |   |   |   |   |   |   |   |   |   |    |    |   |

| Equipo                                                                 | 1 | 2 | 3 | 4 | 5 | 6 | 7 | 8 | 9 | C  | H  | E |
| ---------------------------------------------------------------------- | - | - | - | - | - | - | - | - | - | -- | -- | - |
| Ensenada                                                               | 0 | 0 | 0 | 0 | 2 | 0 | 8 | 1 | 0 | 11 | 11 | 3 |
| Puerto Peñasco                                                         | 0 | 0 | 0 | 2 | 1 | 0 | 0 | 1 | 0 | 4  | 7  | 0 |
| G: Arturo Florentino (1-0); P: Daniel de la Fuente (0-1); SV: No hubo. |   |   |   |   |   |   |   |   |   |    |    |   |
| HR: ENS - G. Gómez Topete (2); PCO - A. Velázquez (1).                 |   |   |   |   |   |   |   |   |   |    |    |   |

| Equipo                                                                      | 1 | 2 | 3 | 4 | 5 | 6 | 7 | 8 | 9 | C | H  | E |
| --------------------------------------------------------------------------- | - | - | - | - | - | - | - | - | - | - | -- | - |
| Ensenada                                                                    | 2 | 0 | 0 | 0 | 0 | 2 | 0 | 3 | 1 | 8 | 16 | 0 |
| Puerto Peñasco                                                              | 0 | 0 | 0 | 0 | 0 | 1 | 0 | 0 | 0 | 1 | 5  | 1 |
| G: Luis Fernando Méndez (1-0); P: José Wilfredo Ramírez (0-1); SV: No hubo. |   |   |   |   |   |   |   |   |   |   |    |   |
| HR: ENS - D. Jiménez (1).                                                   |   |   |   |   |   |   |   |   |   |   |    |   |

| Equipo                                                          | 1 | 2 | 3 | 4 | 5 | 6 | 7 | 8 | 9 | C  | H  | E |
| --------------------------------------------------------------- | - | - | - | - | - | - | - | - | - | -- | -- | - |
| San Luis                                                        | 3 | 0 | 0 | 2 | 0 | 0 | 0 | 0 | 0 | 5  | 8  | 1 |
| San Quintín                                                     | 5 | 4 | 0 | 3 | 0 | 0 | 2 | 0 | X | 14 | 17 | 2 |
| G: Yeiper Castillo (1-0); P: Gabriel García (0-1); SV: No hubo. |   |   |   |   |   |   |   |   |   |    |    |   |
| HR: SQN - T. Romero (1).                                        |   |   |   |   |   |   |   |   |   |    |    |   |

| Equipo                                                       | 1 | 2 | 3 | 4 | 5 | 6 | 7 | 8 | 9 | C  | H  | E |
| ------------------------------------------------------------ | - | - | - | - | - | - | - | - | - | -- | -- | - |
| San Luis                                                     | 0 | 2 | 1 | 0 | 0 | 0 | 0 | 0 | 0 | 3  | 9  | 2 |
| San Quintín                                                  | 1 | 5 | 3 | 0 | 0 | 0 | 3 | 0 | X | 12 | 17 | 1 |
| G: Arturo Valdez (1-0); P: José de Paula (0-1); SV: No hubo. |   |   |   |   |   |   |   |   |   |    |    |   |
| HR: No hubo.                                                 |   |   |   |   |   |   |   |   |   |    |    |   |

| Equipo                                                                        | 1 | 2 | 3 | 4 | 5 | 6 | 7 | 8 | 9 | C | H | E |
| ----------------------------------------------------------------------------- | - | - | - | - | - | - | - | - | - | - | - | - |
| San Quintín                                                                   | 0 | 0 | 0 | 0 | 0 | 0 | 0 | 0 | 0 | 0 | 5 | 1 |
| San Luis                                                                      | 0 | 0 | 0 | 1 | 0 | 0 | 0 | 0 | X | 1 | 5 | 0 |
| G: Francisco Córdoba (1-0); P: Diego Corrales (0-1); SV: Yosshel Hurtado (1). |   |   |   |   |   |   |   |   |   |   |   |   |
| HR: No hubo.                                                                  |   |   |   |   |   |   |   |   |   |   |   |   |

| Equipo                                                          | 1 | 2 | 3 | 4 | 5 | 6 | 7 | 8 | 9 | C  | H  | E |
| --------------------------------------------------------------- | - | - | - | - | - | - | - | - | - | -- | -- | - |
| San Quintín                                                     | 1 | 0 | 0 | 0 | 1 | 2 | 0 | 0 | 0 | 4  | 6  | 0 |
| San Luis                                                        | 2 | 0 | 0 | 1 | 4 | 0 | 4 | 2 | X | 13 | 18 | 1 |
| G: Santos Saldívar (1-0); P: Jorge Castillo (0-1); SV: No hubo. |   |   |   |   |   |   |   |   |   |    |    |   |
| HR: SQN - T. Romero (2).                                        |   |   |   |   |   |   |   |   |   |    |    |   |

| Equipo                                                                  | 1 | 2 | 3 | 4 | 5 | 6 | 7 | 8 | 9 | C | H | E |
| ----------------------------------------------------------------------- | - | - | - | - | - | - | - | - | - | - | - | - |
| San Quintín                                                             | 0 | 0 | 0 | 0 | 0 | 4 | 0 | 0 | 0 | 4 | 2 | 2 |
| San Luis                                                                | 1 | 0 | 0 | 1 | 0 | 0 | 0 | 0 | 0 | 2 | 4 | 0 |
| G: Yeiper Castillo (2-0); P: Santos Saldívar (1-1); SV: Jon Sintes (1). |   |   |   |   |   |   |   |   |   |   |   |   |
| HR: No hubo.                                                            |   |   |   |   |   |   |   |   |   |   |   |   |

| Equipo                                                           | 1 | 2 | 3 | 4 | 5 | 6 | 7 | 8 | 9 | C | H  | E |
| ---------------------------------------------------------------- | - | - | - | - | - | - | - | - | - | - | -- | - |
| San Luis                                                         | 1 | 0 | 0 | 0 | 3 | 1 | 0 | 2 | 2 | 9 | 16 | 0 |
| San Quintín                                                      | 0 | 0 | 0 | 1 | 0 | 0 | 0 | 0 | 1 | 2 | 8  | 0 |
| G: Francisco Córdoba (2-0); P: Arturo Valdez (1-1); SV: No hubo. |   |   |   |   |   |   |   |   |   |   |    |   |
| HR: SQN - J. Pacheco (1).                                        |   |   |   |   |   |   |   |   |   |   |    |   |

| Equipo                                                                   | 1 | 2 | 3 | 4 | 5 | 6 | 7 | 8 | 9 | C | H  | E |
| ------------------------------------------------------------------------ | - | - | - | - | - | - | - | - | - | - | -- | - |
| San Luis                                                                 | 0 | 3 | 0 | 0 | 0 | 0 | 0 | 0 | 0 | 3 | 13 | 2 |
| San Quintín                                                              | 0 | 1 | 0 | 1 | 0 | 0 | 0 | 0 | 0 | 2 | 6  | 1 |
| G: Daniel Bloch (1-0); P: Diego Corrales (0-2); SV: Yosshel Hurtado (2). |   |   |   |   |   |   |   |   |   |   |    |   |
| HR: SQN - E. A. Robles (1).                                              |   |   |   |   |   |   |   |   |   |   |    |   |

### Final

#### San Luisvs.Ensenada

##### Juego 1
25 de julio de 2017; Estadio Deportivo Antonio Palacios, Ensenada, Baja California.
| Equipo                                                                        | 1 | 2 | 3 | 4 | 5 | 6 | 7 | 8 | 9 | C  | H  | E |
| ----------------------------------------------------------------------------- | - | - | - | - | - | - | - | - | - | -- | -- | - |
| San Luis                                                                      | 2 | 0 | 0 | 0 | 2 | 3 | 2 | 1 | 0 | 10 | 13 | 0 |
| Ensenada                                                                      | 2 | 1 | 0 | 1 | 3 | 2 | 3 | 0 | X | 12 | 13 | 3 |
| G: Luis Ramírez (1-0); P: Erick Preciado (0-1); SV: Rafael Cova (1).          |   |   |   |   |   |   |   |   |   |    |    |   |
| HR: ENS - M. Rodríguez (1), B. Cañizares (2), U. Márquez (1), D. Jiménez (2). |   |   |   |   |   |   |   |   |   |    |    |   |

- Ensenada lidera la serie 1-0.

##### Juego 2
26 de julio de 2017; Estadio Deportivo Antonio Palacios, Ensenada, Baja California.
| Equipo                                                                    | 1 | 2 | 3 | 4 | 5 | 6 | 7 | 8 | 9 | 10 | 11 | 12 | C | H | E |
| ------------------------------------------------------------------------- | - | - | - | - | - | - | - | - | - | -- | -- | -- | - | - | - |
| San Luis                                                                  | 1 | 0 | 1 | 0 | 0 | 0 | 0 | 0 | 0 | 0  | 0  | 2  | 4 | 8 | 1 |
| Ensenada                                                                  | 0 | 0 | 0 | 1 | 0 | 1 | 0 | 0 | 0 | 0  | 0  | 0  | 2 | 4 | 2 |
| G: Juan Alvarado (1-0); P: Mario Mendoza (0-1); SV: Irving Rodríguez (1). |   |   |   |   |   |   |   |   |   |    |    |    |   |   |   |
| HR: ENS - B. Cañizares (3).                                               |   |   |   |   |   |   |   |   |   |    |    |    |   |   |   |

- Serie empatada a 1.

##### Juego 3
28 de julio de 2017; Estadio "Andrés Mena Montijo", San Luis Río Colorado, Sonora.
| Equipo                                                                | 1 | 2 | 3 | 4 | 5 | 6 | 7 | 8 | 9 | C | H  | E |
| --------------------------------------------------------------------- | - | - | - | - | - | - | - | - | - | - | -- | - |
| Ensenada                                                              | 0 | 0 | 1 | 0 | 0 | 1 | 2 | 1 | 1 | 6 | 14 | 1 |
| San Luis                                                              | 0 | 0 | 2 | 1 | 0 | 0 | 0 | 2 | 0 | 5 | 6  | 1 |
| G: Luis Ramírez (2-0); P: Alejandro Félix (0-1); SV: Rafael Cova (2). |   |   |   |   |   |   |   |   |   |   |    |   |
| HR: ENS - A. Querales (1), D. Jiménez (3).                            |   |   |   |   |   |   |   |   |   |   |    |   |

- Ensenada lidera la serie 2-1.

##### Juego 4
29 de julio de 2017; Estadio "Andrés Mena Montijo", San Luis Río Colorado, Sonora.
| Equipo                                                                         | 1 | 2 | 3 | 4 | 5 | 6 | 7 | 8 | 9 | C | H  | E |
| ------------------------------------------------------------------------------ | - | - | - | - | - | - | - | - | - | - | -- | - |
| Ensenada                                                                       | 2 | 0 | 0 | 0 | 0 | 0 | 0 | 0 | 0 | 2 | 5  | 2 |
| San Luis                                                                       | 0 | 0 | 0 | 0 | 4 | 2 | 0 | 0 | X | 6 | 12 | 2 |
| G: Daniel Bloch (2-0); P: Luis Fernando Méndez (1-1); SV: Yosshel Hurtado (3). |   |   |   |   |   |   |   |   |   |   |    |   |
| HR: No hubo.                                                                   |   |   |   |   |   |   |   |   |   |   |    |   |

- Serie empatada a 2.

##### Juego 5
30 de julio de 2017; Estadio "Andrés Mena Montijo", San Luis Río Colorado, Sonora.
| Equipo                                                   | 1 | 2 | 3 | 4 | 5 | 6 | 7 | 8 | 9 | C | H  | E |
| -------------------------------------------------------- | - | - | - | - | - | - | - | - | - | - | -- | - |
| Ensenada                                                 | 0 | 1 | 5 | 0 | 1 | 0 | 0 | 0 | 0 | 7 | 13 | 1 |
| San Luis                                                 | 0 | 0 | 0 | 0 | 0 | 1 | 0 | 0 | 0 | 1 | 6  | 0 |
| G: Alexis Lara (2-0); P: Raúl Castro (0-1); SV: No hubo. |   |   |   |   |   |   |   |   |   |   |    |   |
| HR: ENS - B. Cañizares (4).                              |   |   |   |   |   |   |   |   |   |   |    |   |

- Ensenada lidera la serie 3-2.

##### Juego 6
1 de agosto de 2017; Estadio Deportivo Antonio Palacios, Ensenada, Baja California.
| Equipo                                                                       | 1 | 2 | 3 | 4 | 5 | 6 | 7 | 8 | 9 | C  | H  | E |
| ---------------------------------------------------------------------------- | - | - | - | - | - | - | - | - | - | -- | -- | - |
| San Luis                                                                     | 1 | 1 | 5 | 2 | 0 | 1 | 0 | 0 | 0 | 10 | 15 | 2 |
| Ensenada                                                                     | 2 | 0 | 1 | 2 | 2 | 0 | 0 | 0 | 2 | 9  | 14 | 4 |
| G: Francisco Córdoba (3-0); P: Wanel Vásquez (1-1); SV: Yosshel Hurtado (4). |   |   |   |   |   |   |   |   |   |    |    |   |
| HR: ENS - R. Sesteaga (1), É. Durán (1), D. Jiménez (4).                     |   |   |   |   |   |   |   |   |   |    |    |   |

- Serie empatada a 3.

##### Juego 7
2 de agosto de 2017; Estadio Deportivo Antonio Palacios, Ensenada, Baja California.
| Equipo                                                          | 1 | 2 | 3 | 4 | 5 | 6 | 7 | 8 | 9 | 10 | C | H | E |
| --------------------------------------------------------------- | - | - | - | - | - | - | - | - | - | -- | - | - | - |
| San Luis                                                        | 0 | 0 | 0 | 0 | 0 | 0 | 2 | 0 | 0 | 0  | 2 | 4 | 1 |
| Ensenada                                                        | 0 | 0 | 1 | 0 | 0 | 1 | 0 | 0 | 0 | 1  | 3 | 9 | 1 |
| G: Luis Ramírez (3-0); P: Francisco Córdoba (3-1); SV: No hubo. |   |   |   |   |   |   |   |   |   |    |   |   |   |
| HR: SLR - J. Valera (1); ENS - O. Piña (1).                     |   |   |   |   |   |   |   |   |   |    |   |   |   |

- Ensenada gana la serie 4-3.[9]

## Líderes
A continuación se muestran los lideratos tanto individuales como colectivos de los diferentes departamentos de bateo y de pitcheo.

### Bateo
| Categoría           | Individual               | Marca | Colectivo               | Marca |
| ------------------- | ------------------------ | ----- | ----------------------- | ----- |
| Porcentaje          | Jeremy Acey (PCO)        | .358  | Marineros de Ensenada   | .296  |
| Carreras Producidas | Édgar Durán (ENS)        | 77    | Marineros de Ensenada   | 455   |
| Home Runs           | Marcos Vechionacci (SQN) | 17    | Marineros de Ensenada   | 68    |
| Carreras Anotadas   | Édgar Durán (ENS)        | 81    | Marineros de Ensenada   | 521   |
| Hits                | Jeremy Acey (PCO)        | 106   | Marineros de Ensenada   | 849   |
| Dobles              | Osniel Maderas (SQN)     | 29    | Marineros de Ensenada   | 169   |
| Triples             | Andrés Martín (MXL)      | 5     | Centinelas de Mexicali  | 18    |
| Bases Robadas       | Carlos Colmenares (CAB)  | 22    | Algodoneros de San Luis | 40    |

### Pitcheo
| Categoría       | Individual                                | Marca | Colectivo               | Marca |
| --------------- | ----------------------------------------- | ----- | ----------------------- | ----- |
| Efectividad     | Alexis Lara (ENS)                         | 2.92  | Marineros de Ensenada   | 3.60  |
| Juegos Ganados  | Elián Leyva (PCO)                         | 11    | Marineros de Ensenada   | 52    |
| Ponches         | Wanel Vásquez (ENS) Yeiper Castillo (SQN) | 92    | Freseros de San Quintín | 651   |
| Juegos Salvados | Rafael Cova (ENS)                         | 20    | Freseros de San Quintín | 28    |
| WHIP            | Elián Leyva (PCO)                         | 1.18  | Marineros de Ensenada   | 1.42  |